# Hepp Ferenc (sportvezető)
Hepp Ferenc (Békés, 1909. november 3. – Budapest, 1980. november 27.) magyar sportvezető, pszichológus, szakíró, a pszichológiai tudományok kandidátusa (1960). A magyarországi kosárlabdasport kezdeményezője és a magyar kosárlabda szaknyelv kialakítója.

## Életpályája
1926-ban kelmefestő segédlevelet szerzett. 1930-ban érettségizett a békési gimnáziumban. Ezután 1933-ban a genfi Rousseau Intézetben, 1934-ben pedig a Springfieldi Testnevelési Főiskolán volt ösztöndíjas. Springfieldben szerzett 1935-ben "master of education" fokozatot. 1936-ban az Iowa Egyetemen nyert filozófiai doktori címet. 1937-ben a Dél-Kaliforniai Egyetemen végzett, végül 1943-ban pszichológiából bölcsészdoktorátust szerzett a budapesti Pázmány Péter Tudományegyetemen.
1937-től a Testnevelési Főiskolán tanársegéd volt, majd 1941. január 25-től a Főiskola rendes tanára. 1947. december 15-től 1951. augusztus 26-ig a Magyar Testnevelési Főiskola igazgatója volt.Az ő igazgatósága alatt, az 1950-51-es tanévben fejeződött be az 1945-ös I. Sportkongresszus határozatai alapján - a tanszéki rendszer kialakítása. Megváltozott és kibővült a főiskola feladatköre: a magyar testnevelési és sportmozgalom legmagasabb szintű szakemberképző, illetve módszertani és tudományos intézményévé vált. Hepp Ferencnek jelentős szerepe volt - Kerezsi Endrével együtt - a testnevelőtanár-képzés továbbfejlesztésében, a szakérettségis továbbtanulási rendszer bevezetésében. Hepp Ferenc 1945 és 1947 között a Testnevelési Tudományos Társaság főtitkára, 1954-től 1959-ig a Testnevelés Tudományos Tanácsa (TTT) főtitkára volt. A Magyar Testnevelési és Sportbibliográfia sorozatok elindítója, 1955-56-ban a Testnevelés Tudomány (1957-től Sport Tudomány) című folyóirat alapító-szerkesztője. 1959-től 1969-ig a Testnevelés Tudományos Kutató Intézet (TTKI) igazgatója. A magyarországi kosárlabdasport kezdeményezőjének tartják, mivel miután az Amerikai Egyesült Államokban megismerkedett ezzel a sportággal, kiadta 1938-ban az első magyar nyelvű kosárlabda szabálykönyvet. 1942-ben Hepp Ferenc a Magyar Kosárlabda Szövetség alapító tagja volt illetve 1942-től 1980-ig az elnöke. 1960-ban lett kosárlabda-mesteredző.

## Nemzetközi megbízatásai
- 1940-től a Nemzetközi Kosárlabda Szövetség (FIBA) technikai bizottságának tagja
- 1946-tól 1957-ig nemzetközi játékvezető.
- 1960-tól 1980-ig a FIBA pénzügyi bizottságának elnöke, a FIBA nemzetközi ellenőre
- 1956-ban az UNESCO mellett működő Testnevelési és Sport Világtanácsa (CIEPS) alapító tagja, 1956-tól 1972-ig alelnöke.

## Díjai, elismerései
1980-ban a Kosárlabda Dicsőség Csarnok (Hall of Fame) tagjává választották;

## Emlékezete
- Sírja Budapesten a Farkasréti temetőben található. ([51-7-10])
- 1982. június 20-tól 24-ig, a FIBA megalakulásának 50. évfordulóján Hepp Ferenc emléktornát rendeztek a Budapesti Sportcsarnokban.
- A Testnevelési Főiskola 1982-ben a Hepp Ferenc-emlékérmet alapított.
- 1986-ban általános iskola vette fel nevét Békésen.

## Főbb művei
- A testnevelés elmélete (Budapest, é. n.);
- A kosárlabdázás mozgásmódja (Bp., 1942);
- A kosárlabdajáték fortélya (taktikája) (Bp., 1944);
- Kosárlabda szabályok (összeáll., Bp., 1944);
- A kosárlabdaedzés alapjai (Páder Jánossal, Szabó Jánossal, Bp., 1955);
- A sportmozgások érzékelésének fontosabb kérdései (Bp., 1959);
- Kosárlabdázás. Verseny- és játékszabályok (Bp., 1961, 1981);
- A mozgásérzékelés kísérleti vizsgálata sportolókon (Bp., 1973).